# Jan Kazimierz Wilk
Jan Kazimierz Wilk, port. Joāo Casimiro Wilk (ur. 18 września 1951 w Seroczynie) – duchowny rzymskokatolicki, franciszkanin, misjonarz, 1998-2004 biskup Formosa, od 2004 Anápolis.

## Życiorys
Po ukończeniu szkoły podstawowej w Łazowie rozpoczął naukę w NSD oo. Franciszkanów w Niepokalanowie.  Po uzyskaniu świadectwa dojrzałości wstąpił do Zakonu oo. Franciszkanów w Łagiewnikach (Łódź) i tam odbył roczny nowicjat. 3 października 1974 złożył śluby wieczyste w bazylice św. Franciszka, a 24 czerwca 1976 święcenia kapłańskie. W 1979-1973 studiował w WSD oo. Franciszkanów w Krakowie, następnie w PWT św. Bonawentury w Rzymie, uzyskując dyplom licencjata w 1977.
4 października 1978 przyjechał do Brazylii, aby wesprzeć Misję Kat. bł. Maksymiliana Kolbego. Dołączył tam do franciszkańskiej wspólnoty misyjnej "Ogród Niepokalanej" (port. Jardim da Imaculada) w Jardim Planalto w okolicach Brasilii. Odpowiadał tam za akcję powołaniową i redagował pismo "Cavalerio da Imacuala". Wspierał utworzenie nowych parafii (św. Antoniego w Cicade Ocidental, św. Piotra Apostoła w Pedregal). Doprowadził do wybudowania kaplicy w misji. W 1981 został proboszczem w Cicade Ocidental. W 1983 mianowano go wikariuszem i sekretarzem Kustodii Prowincjalnej św. Maksymiliana Kolbego w Brazylii, a w 1986 kustoszem prowincjalnym. Do końca pełnienia urzędu w 1992 zorganizował szereg instytucji prowincjalnych. W 1990-1992 był rektorem utworzonego przez siebie WSD św. Franciszka z Asyżu w Brasilii. W 1992 został wybrany gwardianem zgromadzenia franciszkanów w Jardim da Imaculada.
28 stycznia 1998 papież Jan Paweł II mianował go biskupem Formosa. Uroczystość udzielenia sakry biskupiej odbyła się w tamtejszej katedrze 4 kwietnia 1998. 9 czerwca 2004 ten sam papież przeniósł go na biskupstwo w Anápolis. Ingres odbył się 14 sierpnia 2004.